# The Whisperers
The Whisperers – indyjski thriller zrealizowany w 2009 roku przez Rajeev Virani, autora My Bollywood Bride. W filmie grają m.in. Manoj Bajpai i Rahul Bose. Zdjęcia kręcono w  Houston, w stanie Teksas, w USA.

## Obsada
- Lalit Ajgaonkar – Whisperer
- Bhavna Bahl – Whisperer
- Sameer Bahl – Whisperer
- Manoj Bajpai – Sunny
- Fazal Bhat – młody Vijay
- Rahul Bose – Sid